# Carvilia
Carvilia es un género de mantodeos perteneciente a la familia Mantidae. Es originario de África.

## Especies
Comprende las siguientes especies:
- Carvilia gracilis
- Carvilia obscura
- Carvilia saussurii